# طوطی کوبایی
طوطی کوبایی (نام علمی: Psittacara euops) گونه‌ای آسیب‌پذیر از پرندگان در زیرخانواده آرینا از خانواده طوطیان راستین، طوطی‌های آفریقایی و دنیای جدید و بوم‌زاد جزیره کوبا است.
طوطی کوبایی برای مدتی در سردهٔ دم‌قیفی‌ها جای داشت اما از حدود سال ۲۰۱۳ در سردهٔ کنونی خود Psittacara قرار داشت. تک‌نماد است.
طوطی کوبایی بسیار اجتماعی است و معمولاً در گله‌هایی دیده می‌شود که ممکن است به حدود ۵۰ فرد برسد.
طوطی کوبایی مهاجر نیست.